# آنا بريندا كونتريراس
آنا بريندا كونتريراس (بالإنجليزية: Ana Brenda Contreras)‏٬ ولدت في (24 ديسمبر 1986 في ماك ألين، تكساس، الولايات المتحدة)٬ هي ممثلة ومغنية مكسيكية. ٱشتهرت عن أدوارها الناجحة في المسلسلات اللاتينية٬ أشهرها مسلسل سحر الحب بدور «مورا ألباران» في عام 2009، ومسلسل تيريزا بدور «أورورا» في عام (2010-2011)، ومؤخرا في مسلسل قلوب لاتعرف الحب بدور البطولة الرئيسية «آنا باولا» في عام (2011-2012).

## بداية نشأتها
نشأت حياتها المبكرة بين هيوستن وتاماوليباس في تكساس٬ ثم ٱنتقلت في الخامسة عشر من عمرها إلى مكسيكو وهناك بدأت مشوارها الفني عام 2003 بعد تسجيل أول ألبوم لها في المكسيك. ٱنضمت إلى مركز لتعليم الفنون التابعة لشركة تيليفيزا وهنالك شاركت في أول مسلسل لها Barreras de Amor في دور خوانيتا وفي عام 2006 أنتجت أغنية وأيضا شاركت في مسلسل Duelo de Pasiones في دور نورا٬ وفي عام 2008 شاركت في فيلم ومسرحية والأوبرا الصابونية لكن بدور بطلة الرئيسية في مسلسل Juro Que Te Amo بجانب خوسيه رون وباتريشيا نافيداد وأليخاندرو أفيلا ومارسيلو كوردوبا بدور فيوليتا وفي عام 2009 لعبت دور الشريرة في مسلسل سحر الحب بدور مورا ألباران كانت خطيبة ومحبة لإليخاندرو لومبادور الذي جسده ويليام ليفي بجانب الممثلة جاكلين براكامونتاس ودور الشرير الرئيسي لديفيد زيبيدا وأيضادانييلا رومو وغابريل سوتو، وأيضا في نفس السنة في مسلسلين آخرين، وفي عام 2010 في تيريزا (مسلسل) بدور أورورا من الأبطال الرئيسيين بجانب أنجيليك بوير وسيباستيان رولي وآرون دياز، وأيضا لعبت دور البطولة في مسلسل قلوب لاتعرف الحب بدور آنا باولا بجانب خوسيه رون الذي مثل معها في مسلسل Juro Que Te Amo وخورخي ساليناس وسوزانا كونزاليس وخوليان غيل الذي مثل معها في مسلسل سحر الحب في عامين 2011-2012, وكانت آخر دراما لها في 2013 Corazón indomable وأيضا بدور البطولة بجانب الممثل الكولومبي دانيال أريناس.

## حياتها الشخصية
في 4 أبريل 2013 تزوجت آنا بريندا من أليخاندرو أمايا الماتادور المكسيكي زواجا مدنيا بلاس فيغاس. وفي 14 ماي 2014 أعلنت الصحف خبر ٱنفصالهما.
وفي عام 2016 ارتبطت آنا بريندا بالممثل ايفان سانشيز وقد اعلنوا عن علاقتهم الغرامية

## الجوائز والترشيحات
رشحت آنا بريندا للعديد من جوائز الدرامية وفازت بثلاثة جوائز مختلفة وإثنتين من مسلسل قلوب لاتعرف الحب وواحدة من فيلم Divina confusión.

## وصلات خارجية
- آنا بريندا كونتريراس على موقع IMDb (الإنجليزية)
- آنا بريندا كونتريراس على موقع أول موفي (الإنجليزية)
- آنا بريندا كونتريراس على موقع قاعدة بيانات الفيلم (الإنجليزية)
- Sitio de Fans de Ana Brenda
- IMdB
- Ana Brenda's Biography in esmas.
- Ana Brenda in the magazine Quién.